# Bồng bột tuổi dậy thì
Bồng bột tuổi dậy thì (tiếng Anh: Love, Rosie) là một bộ phim điện ảnh Anh – Đức thuộc thể loại hài lãng mạn – chính kịch ra mắt vào năm 2014 do Christian Ditter làm đạo diễn. Phim được chuyển thể từ tiểu thuyết Where Rainbows End (Nơi cuối cầu vồng) của nhà văn người Ireland Cecelia Ahern, với sự tham gia diễn xuất của Lily Collins, Sam Claflin, Tamsin Egerton, Suki Waterhouse, Jaime Winstone và Lily Laight.

## Nội dung
Alex và Rosie là bạn thân với nhau từ thời thơ ấu. Trong bữa tiệc sinh nhật lần thứ 18 của Rosie, Alex hôn Rosie trong lúc cô bị say và sau đó cậu nhận ra mình đã có những cảm xúc trên mức tình bạn với Rosie. Tuy nhiên sau ngày hôm đó, Rosie cảm thấy hối hận vì đã say rượu và cô ước đêm hôm đó đã không xảy ra. Alex ngầm cho rằng Rosie ám chỉ rằng mình muốn hai người là bạn bè.
Greg, một anh chàng hot-boy với các cô gái, mời Rosie đi dự vũ hội của trường cùng anh ta. Rosie dự định sẽ đi vũ hội cùng với Alex. Tuy nhiên do Alex đã mời được Bethany, cô gái anh ta thầm thích cùng đi dự vũ hội nên Rosie đồng ý đi với Greg. Sau buổi vũ hội, Rosie và Greg quan hệ tình dục với nhau và một sự cố hài hước xảy ra: bao cao su của Greg "bị kẹt" lại bên trong người Rosie. Cô phải nhờ Alex giúp đỡ và đưa đến bệnh viện "gắp ra".
Rosie nhận được thư đồng ý vào khoa Quản lí khách sạn của trường đại học Boston. Cô chạy ngay sang nhà Alex để báo tin nhưng lúc đó Alex đang quan hệ với Bethany trên tầng và đột nhiên Rosie bị nôn. Sau đó Rosie phát hiện ra mình đã mang thai với Greg. Cô quyết định giấu chuyện này với Alex vì lo rằng Alex sẽ bỏ qua cơ hội học tại Harvard để giúp đỡ chăm sóc cô. Sau khi Alex đến Mĩ, cô hạ sinh một bé gái và đặt tên là Katie. Chuyện Rosie có con cũng đến tai Alex qua Bethany và Alex trở về nhận làm cha đỡ đầu của Katie.
Năm năm sau, Rosie sang Mĩ thăm Alex và hai người đã có một buổi tối cùng nhau tâm sự và đi chơi. Sáng hôm sau, Rosie được biết bạn gái của Alex đã mang thai. Cô nhận ra cuộc sống của Alex không suôn sẻ như cô từng nghĩ, là "một mớ hỗn độn, thảm hại" và cố gắng giải thích cho cậu ta. Alex phản đối những gì Rosie nói và trong lúc tranh cãi, Alex nói: "...đứa bé (tức con cậu ta) sẽ có cả cha lẫn mẹ chứ không phải mình mẹ...". Rosie cho rằng Alex đã thay đổi và cô bỏ về Anh trong cơn tức giận. Rosie nối lại quan hệ với Greg khi anh ta trở về từ Ibiza nhằm chạy trốn nghĩa vụ làm cha của Katie trong quá khứ. Hai người kết hôn sau đó và Rosie cũng biết tin Alex đã chia tay cô bạn gái kia vì đứa bé trong bụng không phải con anh. Bố mẹ của Rosie cùng nhau đi du lịch Địa Trung Hải tuy nhiên trong chuyến đi bố của Rosie đã qua đời. Alex đến dự đám tang và làm lành lại với Rosie, tuy nhiên trong lễ tang Greg lại cư xử không đúng mực.
Rosie sau đó tình cờ va phải Bethany, lúc này đã là một người mẫu nổi tiếng, và gợi ý rằng Bethany nên liên lạc với Alex trong chuyến đi Mĩ sắp tới. Sau khi nhận ra thái độ không đúng mực của Greg tại lễ tang, Alex đã viết một bức thư cho Rosie với nội dung:
| “ | Rosie, you deserve someone who loves you with every beat of his heart. Someone who will always be there for you, and who will love every part of you, especially your flaws. I know Katie needs her dad. I don't want to intrude. So if this is all wrong, just ignore it and I promise I'll never broach the subject again. Greg's not the man for you, Rosie. Twice I've let you slip through my fingers. Let's stop being afraid and take the chance. I know now I can make you happy. Call me if you feel the same way. Love, Alex. | ” |

Tạm dịch:
| “ | Rosie, cậu xứng đáng có được một người yêu cậu vô bờ bến, một người sẽ luôn luôn ở bên cạnh cậu và yêu hết từng phần của con người cậu, đặc biệt là những khuyết điểm của cậu. Tớ biết Katie cần có bố. Tớ không muốn can thiệp vào điều đó nên nếu cậu thấy chuyện này là sai lầm thì hãy ngó lơ lá thư và tớ hứa tớ sẽ không bao giờ nhắc đến chuyện này một lần nữa. Greg không phải là người đàn ông dành cho cậu, Rosie. Tớ đã để vuột mất cậu hai lần Chúng ta đừng lo sợ nữa và hãy nắm lấy cơ hội này. Tớ biết chắc là tớ có thể làm cho cậu hạnh phúc. Hãy gọi cho tớ nếu cậu có cùng cảm xúc với tớ. Yêu cậu, Alex. | ” |
Tuy nhiên, Greg đã đọc được lá thư này trước và giấu Rosie. Sau đó, Rosie phát hiện ra Greg đang lừa dối cô và đuổi anh ta đi. Trong lúc dọn dẹp đồ của Greg, Rosie tìm thấy lá thư của Alex. Cô gọi cho Alex, nhưng phát hiện ra rằng Bethany và Alex đã đính hôn và cả hai đang chung sống cùng nhau. Rosie sau đó được mời làm phù dâu cho đám cưới của họ. Rosie được phát biểu tại lễ cưới của Alex, nói với cậu ta rằng cô ấy yêu Alex như một người bạn. Cô con gái Katie cũng đến dự đám cưới của Alex với một cậu bé là Toby. Tình bạn giữa hai đứa trẻ gợi nhớ đến tình bạn giữa Alex và Rosie khi cả hai con nhỏ. Khi Katie và Toby nhảy cùng nhau trong đám cưới, đột nhiên Toby hôn Katie. Cô bé đã đẩy Toby ra và bỏ chạy ra ngoài đám cưới, khiến cho Alex và Rosie phải cùng đuổi theo. Alex khuyên cô bé hãy để những cảm xúc của chính mình dẫn lối vì nếu không sau này cô bé có thể hối hận, giống như Alex đã hối hận vì để tuột mất Rosie khỏi tầm tay. Toby đi tìm Katie, cố xin lỗi về hành động vừa rồi và mong cô bé hãy bỏ qua nhưng Katie đã ngắt lời cậu bé bằng một nụ hôn. Alex sau đó nhận ra rằng Rosie đã quá say nên không nhớ về nụ hôn giữa hai người vào đêm sinh nhật tuổi 18 của Rosie. Alex cũng nhận ra mình đã hiểu nhầm suy nghĩ của Rosie về đêm hôm đó.
Cuối cùng ước mơ của Rosie với người cha đã mất thành hiện thực, cô mua một khách sạn và trở thành quản lí khách sạn đó. Trong ngày khai trương, Alex là vị khách thứ hai của khách sạn. Anh nói với Rosie rằng cuộc hôn nhân giữa cậu ấy và Bethany đã kết thúc. Cuối cùng Alex và Rosie cũng được đến với nhau và họ trao cho nhau một nụ hôn.

## Diễn viên
- Lily Collins vai Rosie Dunne
  - Beau Rose Garratt vai Rosie (6 tuổi)
  - Lara McDonnell vai Rosie (10 tuổi)
- Sam Claflin vai Alex Stewart
  - Tighe Wardell vai Alex (6 tuổi)
  - Tom John Kelly vai Alex (10 tuổi)
- Tamsin Egerton vai Sally
- Suki Waterhouse vai Bethany Williams
- Jaime Winstone vai Ruby
- Christian Cooke vai Greg
- Lily Laight vai Katie Dunne
  - Rose Molloy vai Katie (5 tuổi)
- Nick Lee vai Herb
- Nick Hardin vai Joe American
- Jamie Beamish vai Phil
- Art Parkinson vai Gary Dunne

## Đánh giá
Love, Rosie nhận được những nhận xét khá tiêu cực của giới phê bình. Rotten Tomatoes cho bộ phim này 29% điểm cà chua từ 51 nhà phê bình, nhận số điểm trung bình là 4.6/10 với giới phê bình và 3.6/5 điểm từ 8,910 khán giả của trang web. Metacritic cho bộ phim 44% số điểm từ 16 nhà phê bình và 7.0/10 điểm từ người dùng trang. Với khán giả đại chúng trên trang IMDb, bộ phim nhận được số điểm khá 7.2/10.

## Sản xuất
Bộ phim được khởi quay tại Toronto tháng 5 năm 2013 sau đó chuyển đến Dublin.